# The Steel Helmet
The Steel Helmet is een Amerikaanse oorlogsfilm uit 1951 onder regie van Samuel Fuller. De film werd destijds uitgebracht onder de titel De hel van Korea.

## Verhaal
Tijdens de Koreaanse Oorlog ontdekken enkele Amerikaanse militairen een boeddhistische tempel. Dat gebouw wordt door de Noord-Koreanen gebruikt als observatiepost. De militairen moeten de tempel op hen heroveren.

## Rolverdeling
| Acteur          | Personage          |
| --------------- | ------------------ |
| Gene Evans      | Sergeant Zack      |
| Robert Hutton   | Soldaat Bronte     |
| Steve Brodie    | Luitenant Driscoll |
| James Edwards   | Korporaal Thompson |
| Richard Loo     | Sergeant Tanaka    |
| Sid Melton      | Joe                |
| Richard Monahan | Soldaat Baldy      |